# Munna vittata
Munna vittata is een pissebed uit de familie Munnidae. De wetenschappelijke naam van de soort is voor het eerst geldig gepubliceerd in 1979 door Kussakin & Mezhov.